# Paul Uhlenhuth
Paul Theodor Uhlenhuth (født 7. januar 1870 i Hannover, død 13. december 1957 i Freiburg im Breisgau) var en tysk bakteriolog, immunolog og serolog. Han er berømt for at have opdaget metoden til at skelne menneskeblod fra andre arters blod i 1901, en opdagelse, der havde stor betydning for retsteknik. Han opdagede også patogenet for Weils sygdom, og er kendt for sit arbejde med tropiske sygdomme og syfilis. Han var medlem af Kungliga Vetenskapsakademien og blev nomineret til Nobelprisen i medicin 40 gange mellem 1910 og 1952, bl.a. af nobelprisvinderen Karl Landsteiner. Uhlenhuth var professor i Strasbourg, Marburg og Freiburg, og var rektor for Freiburgs universitet 1928–1929.